# Cantate Domino
Cantate Domino (с лат. — «Пойте Господу») — папская булла, изданная 4 февраля 1442 года папой Евгением IV на Ферраро-Флорентийском соборе. Название для буллы было взято из книги пророка Исаии (Ис. 12:5) латинской Вульгаты. Данная булла провозгласила воссоединение Римско-католической и Коптской церквей. Однако несмотря на провозглашение единства, реального воссоединения церквей не произошло.

## Предыстория
После пятого крестового похода (1217—1221) в Египте осуществлялась католическая миссионерская деятельности среди коптов. Впервые переговоры об унии Коптской церкви и Апостольского престола состоялись в 1440 году, когда папа римский Евгений IV направил к коптскому патриарху Иоанну XI францисканца Альберто Бердини да Сартеано с приглашением прислать делегатов на Ферраро-Флорентийский собор. По итогам этих переговоров, на собор отправилась коптская делегация во главе с игуменом монастыря святого Антония Андреем, с посланием патриарха, в котором исповедовалась вера в единую природу Христа. По итогу богословских собеседований на соборе, коптская делегация согласилась вступить в унию с Римско-католической церковью. Также в составе коптской делегации присутствовали монахи из эфиопского монастыря в Иерусалиме.

## Содержание буллы
Cantate Domino подробно объясняет триадологическое и христологическое учение Католической церкви. По вопросу экклезиологии текст буллы настаивает на сотериологической исключительности Католической церкви (тезис «Вне Церкви [Римско-католической] нет спасения»):

«[Святая Римская Церковь], основанная словом Господа нашего и Спасителя] твёрдо верит, исповедует и провозглашает, что никто вне Католической Церкви — ни язычник, ни иудей, ни неверующий, ни раскольник, — не наследует вечной жизни, скорее, он попадёт в огонь вечный, уготованный дьяволу и ангелам его, если он не присоединится к ней (Церкви) перед смертью».
Поскольку нехалкидонитский библейский канон имел в своём составе апокрифические тексты и отличался от католического, текст буллы также касался канона Священного Писания:

«[Святая Римская Церковь] признаёт Единого и одного и того же Бога Создателем Ветхого и Нового Заветов, то есть Закона и Пророков так же, как Евангелия, поскольку святые обоих Заветов говорили по вдохновению одного и того же Святого Духа. Она получает и почитает Книги, названия которых таковы: пять Книг Моисеевых, а именно Бытие, Исход, Левит, Числа, Второзаконие;  книга Иисуса Навина, Судей, Руфь, четыре книги Царств, две Паралипоменон, книги Ездры, Неемии, Товита, Иудифи, Есфирь, Иова, Псалмы Давида, Притчи, Екклесиаст, Песни Песней, Премудрости, книга Сираха, Исаии, Иеремии, Варуха, Иезекииля, Даниила, двенадцати малых пророков, а именно: Осии, Иоиля, Амоса, Авдия, Ионы, Михея, Наума, Аввакума, Софонии, Аггея, Захарии, Малахии; две книги Маккавейских, четыре Евангелия: от Матфея, от Марка, от Луки, от Иоанна; четырнадцать Посланий Павла: к Римлянам, два к Коринфянам, к Галатам, к Ефесянам, к Филиппийцам, два к Фессалоникийцам, к Колоссянам, два к Тимофею, к Титу, к Филимону, к Евреям; два Послания Петра; три Послания Иоанна; одно Иакова; одно Иуды; Деяния Апостолов и Откровение Иоанна. – Кроме того, Церковь анафематствует безумное учение манихеев... которые сказали, что Бог Нового Завета не есть Бог Ветхого».

## Последствия
Несмотря на то, что непосредственно после заключения унии, единения церквей не произошло, в 1741 году в Коптской церкви была создана униатская община в общении со Святым Престолом.